# Петко Цъклев
Петко Стамов Цъклев е български офицер (генерал-майор).

## Биография
Петко Цъклев е роден на 14 декември 1863 г. в Аджар. През 1887 г. завършва Военното училище в София и на 27 април е произведен в чин подпоручик, като след завършването е зачислен в 3-ти артилерийски полк, след което в 6-и артилерийски полк. На 18 май 1890 г. е произведен в чин поручик. През 1894 г. завършва апликационната военна академия в Белгия и е назначен за началник на технически отдел в артилерийско отделение.
На 2 август 1894 г. е произведен в чин капитан. През 1897 г. е командир на батарея в 4-ти артилерийски полк, след което е командир на рота в Софийския крепостен батальон. През 1898 г. е началник секция в Артилерийската инспекция. На 25 февруари 1900 г. е произведен в чин майор, а на 12 март 1904 г. в чин подполковник. В периода между 1904 и 1911 г. е командир на 3-та пионерна дружина.

### Балканска война (1912 – 1913)
През Балканската война (1912 – 1913) е началник на инженерните войски в 3-та армия. На 2 август 1912 г. е произведен в чин полковник, а в периода 1914 – 1915 г. е помощник-инспектор на инженерните войски.

### Първата световна война (1915 – 1918)
През Първата световна война (1915 – 1918) последователно началник на инженерните войски в 1-ва и на 4-та армия (от 1918 г.).
На 27 февруари 1918 г. е произведен в чин генерал-майор.

## Военни звания
- Подпоручик (27 април 1887)
- Поручик (18 май 1890)
- Капитан (2 август 1894)
- Майор (25 февруари 1900)
- Подполковник (12 март 1904)
- Полковник (2 август 1912)
- Генерал-майор (27 февруари 1918)

## Награди
- Орден „За храброст“ IV степен, 2-ри клас
- Орден „Св. Александър“ III степен с мечове по средата
- Орден „За военна заслуга“ III степен на обикновена лента; 5-и клас на обикновена лента
- Орден „За заслуга“ на обикновена лента